# イヴァン・ログヴォロドヴィチ
イヴァン・ログヴォロドヴィチ（ロシア語: Иван Рогволодович、? - 1140年以降）は、ポロツク・イジャスラフ家(ru)出身のクニャージ（公）である
。イパーチー年代記に言及があり、ログヴォロドの子、フセスラフの孫であると推測される。
イパーチー年代記、またヴォスクレセンスカヤ年代記によると、1130年にキエフ大公ムスチスラフによってビザンツ帝国に追放されたポロツク公国の諸公のうちの一人である
。イヴァンはその記述において、兄弟のログヴォロドと共に記されており、彼らは、ログヴォロドヴィチ（ログヴォロドの子）と呼ばれている。しかし、イヴァンの父とされるログヴォロドに関しては不明な点があり（フセスラフの子のボリスという人物と同一人物か否か、など）、この年代記の記述にも疑問を呈する説もある。
イヴァンがどこに所領を持っていたかは不明である。また、追放に関する記述以外には、キエフ大公ヤロポルクの許しによって1140年に帰国したことが、年代記上に言及されているのみである。